# ボネ・ボランゴ県
ボネ・ボランゴ県(ボネ・ボランゴけん、インドネシア語: Kabupaten Bone Bolango)はインドネシアのスラウェシ島のゴロンタロ州に位置する県。県都はスワワ。
2003年に法律番号6/2003に基づいて設立された。面積は1,984.31km2であり、人口は2010年時点で141721人だった。
かつてスワワには王国が栄えたとされ、4世紀頃に形成され8世紀頃まで続いたとされる。

## 自治体
県は設立当初は4の郡（kecamatan）からなっていたが、現在は17にまで増えている。2010年の調査では人口は以下のようであった。
| 名称                    |            | 人口 2010年 |
| ----------------------- | ---------- | ----------- |
| Tapa                    |            | 6,871       |
| Bolango Utara           | 北ボランゴ | 6,933       |
| Bolango Selatan         | 南ボランゴ | 9,711       |
| Bolango Timur           | 東ボランゴ | 4,995       |
| Bolango Ulu             |            | 3,612       |
| Former Bolango District |            | 32,122      |
| Kabila                  |            | 21,004      |
| Botu Pingge             |            | 5,598       |
| Tilongkabila            |            | 16,569      |
| Former Kabila District  |            | 43,171      |
| Suwawa                  | スワワ     | 10,688      |
| Suwawa Selatan          | 南スワワ   | 4,796       |
| Suwawa Timur            | 東スワワ   | 6,578       |
| Suwawa Tengah           | 中スワワ   | 5,716       |
| Former Suwawa District  |            | 27,778      |
| Bonepantai              |            | 9,776       |
| Kabila Bone             |            | 9,755       |
| Bone Raya               |            | 5,876       |
| Bone                    | ボネ       | 8,674       |
| Bulawa                  |            | 4,763       |
| Former Bone District    |            | 38,844      |

## 観光
Kabila Bone郡のオレレビーチはゴロンタロ市から27kmの位置にある。道路状況が悪くゴロンタロ市からは1時間ほどかかる。このビーチはさまざまな巨大な多孔珊瑚を見るのに理想的な条件となっている。オレレビーチの左方には50mの深さを持つ垂直のJin Caveが存在する。オレレビーチは強い流れから守られており、年間を通して昼夜問わずにダイビングを行える。オレレのダイビング地のほかに、ゴロンタロ南岸のBiluhu村からBilungala村の間に合計23のダイビングスポットが存在する。

## 註
1. ↑  Biro Pusat Statistik, Jakarta, 2011.
2. ↑  “A truly hidden paradise” (2013年4月15日). 2016年3月18日閲覧。

座標: 北緯0度33分 東経123度12分 / 北緯0.550度 東経123.200度